# Találkozás a halállal
A Találkozás a halállal (Appointment with Death) Agatha Christie angol krimiírónő 1938-ban megjelent regénye, melyet először a William Collins Sons and Company Ltd. a Collins Crime Club sorozatában adott ki 1938 májusában. Az Egyesült Államokban a Dodd Mead and Company még ugyanbben az évben azonos címmel publikálta.
Magyarországon először 1943-ban  Poirot mester címmel a Pesti Hírlap Könyvek kiadásában jelent meg Kolozs Pál fordításában, majd a Hunga-Print Nyomda és Kiadó is kiadta a Hunga Könyvek sorozatában 1992-ben, Kósa Sándor fordításában, végül az Európa Könyvkiadó gondozásában az Európa Krimi sorozatának tagjaként 2006-ban jelent meg Sipos Katalin fordítása.

## Történet
Hercule Poirot pihenni jött a Szentföldre, de már mindjárt a Jeruzsálemben töltött első napja éjszakáján véletlenül furcsa szavak jutnak a fülébe. Éppen szobája ablakát készült becsukni, amikor az alatt meghallotta a következő kérdést, melyet egy férfi tett fel: „Ugye, te is belátod, hogy meg kell ölni?” De ki mondhatta kinek? Poirot szerint egy nap még baljós jelentést is kaphat. A szállodában tartózkodó népes amerikai Boynton család különös hatást gyakorol az emberekre: néhány kívülállót vonzanak, valakiket taszít a viselkedésük, ugyanis a családfőnek, az idős, szívbeteg Mrs. Boyntonnak nem tetszik, ha gyermekei – pontosabban lánya és mostohagyermekei – másokkal kívánnak kapcsolatot teremteni. Senki nem szereti, mégis mindenki szemrebbenés nélkül engedelmeskedik az érzéketlen, kövér asszonynak, aki zsarnokként uralkodik családja felett. Mindenki meglepődik, amikor forró időben vállalkozik egy hosszú, kimerítő kirándulásra Petra romjaihoz, ahol az idős nő a sátortáborban pihenés közben hirtelen elhalálozik. Halála természetességében senki nem kételkedik, mindaddig, míg egy apró tűszúrást fel nem fedeznek a csuklóján, s ez többekben gyanút ébreszt. Talán meggyilkolták? Felkérik a közelben nyaraló Hercule Poirot-t, próbálja meg kideríteni, hogy Mrs. Boyntont valóban meggyilkolták-e vagy természetes okokból kifolyólag érte a végzet? Mivel azonban rövid az idő – Boyntonékat nem lehet az idők végezetéig Petrában tartani –, az apró termetű belgának mindössze huszonnégy óra áll rendelkezésére, hogy fényt derítsen az igazságra. Ha Poirot-nak van igaza – már miért ne lenne neki igaza? –, és tényleg gyilkosság történt, akkor mindenki gyanús, nem csak a családtagok. Mindenkinek alapos oka és lehetősége volt e szörnyű tett elkövetésére.

## Szereplők
- Hercule Poirot, belga magándetektív
- Carol Boynton, Mrs. Boynton mostohalánya
- Ginerva (Jinny) Boynton, Mrs. Boynton lánya
- Lennox Boynton, Mrs. Boynton mostohafia
- Mrs. Boynton, az áldozat
- Nadine Boynton, Lennox felesége
- Raymond Boynton, Mrs. Boynton mostohafia
- Carbury ezredes, Transzjordánia egykori magas rangú tisztje
- Jefferson Cope, Mrs. Boynton orvosa
- Dr. Theodore Gerard, francia pszichológus
- Dr. Sarah King, fiatal orvosnő
- Amabel Pierce, Lady Westholme barátnője
- Lady Westholme, angol parlamenti képviselő

## Magyarul
- Hercule Poirot munkában; ford. V. Nagy Kornél; Nova, Bp., 1940 (A Nova kalandos regényei)
- Találkozás a halállal; ford. Kósa Sándor; Hunga-print, Bp., 1992 (Hunga könyvek)
- Találkozás a halállal; ford. Sipos Katalin; Európa, Bp., 2006 (Európa krimi)

## Adaptációk
A regény 2011-ben került feldolgozásra a Poirot-sorozatban, Randevú a halállal címmel.

### Színpadi
A színdarab ősbemutatóját 1945 március 31-én tartották a londoni Piccadilly Theatre-ben. A színpadi változatot személyesen az írónő készítette, melyből azonban kivette a belga detektív, Hercule Poirot karakterét, valamint a gyilkos személyét is megváltoztatta.

### Mozifilm
A regényből készült amerikai mozifilmet a Cannon Film Distributors készítette, melyben Peter Ustinov hatodszorra – és egyben utoljára – alakította Hercule Poirot szerepét. A Michael Winner rendezte 102 perces filmet 1988. április 15-én mutatták be az Egyesült Államokban, hazánkban pedig Randevú a halállal címen került a nézőközönség elé. A jeles színészgárdát felvonultató, gyönyörű környezetben játszó adaptáció nem volt sikeres, melynek okaként a gyenge rendezést tartották.